# Хейно, Раймо
Раймо Исма Хейно (фин. Raimo Isma Heino; 13 сентября 1932, Хельсинки, Финляндия — 30 ноября 1995, Хельсинки, Финляндия) — финский скульптор, дизайнер и медальер.

## Биография
Родился 13 сентября 1932 года в Хельсинки.
Создавал свои скульптуры из различных сортов камня, а также из бронзы и стали. Был мастером по изготовлению медалей. Раймо Хейно является автором дизайна выпускаемой в Финляндии с 1999 года монеты достоинством в 2 евро, с изображением листьев и ягод морошки.
В 1985 году был удостоен высшей государственной награды для деятелей искусства — медали Pro Finlandia.